# USS LST-387
O USS LST-387 foi um navio de guerra norte-americano da classe LST que operou durante a Segunda Guerra Mundial.